# 11. maj
11. maj er dag 131 i året i den gregorianske kalender (dag 132 i skudår). Der er 234 dage tilbage af året.
Mamertus dag. Han var biskop i Vienne og indførte tre bededage før Kristi Himmelfartsdag. Han blev martyrdræbt i Sydfrankrig i år 477.

### Begivenheder
Født - Dødsfald
- 0912 - Alexander bliver kejser af Det Byzantinske Rige.[1]
- 1812 - Storbritanniens premierminister Spencer Perceval bliver ved et attentat skudt og dræbt af John Bellingham i lobbyen i Underhuset.[2]
- 1818 - Franskmanden Jean-Baptiste Bernadotte krones som konge af Sverige og Norge i Storkyrkan i Stockholm under navnet Karl 14. Johan af Sverige
- 1824 - Britiske tropper indtager Rangoon i Burma.
- 1846 - Den amerikanske præsident James K. Polk anmoder om kongressens krigserklæring mod Mexico, hvilket leder til den Mexicansk-amerikanske krig.[3]
- 1858 - Minnesota optages som stat nr. 32 i USA.[4]
- 1867 - Luxembourg selvstændighed anerkendes ved Londontraktaten.
- 1927 - Oscar-prisen bliver indstiftet af Det amerikanske Filmakademi.
- 1928 - Det første regelmæssige tv-program starter i New York, USA.
- 1931 - Spanien afskaffer monarkiet og indfører en republik.
- 1931 - Den østrigske Österreichische Credit-Anstalt i Wien krakker, og dermed har den økonomiske krise i USA også bredt sig til Europa.
- 1949 - Israel optages som medlem af FN.
- 1949 - Siam ændrer navn til Thailand.
- 1949 - Blokaden af Berlin ophører.
- 1960 - Fire israelske agenter tager topnazisten Adolf Eichmann til fange i Buenos Aires. Året efter dømmes han til døden og hænges i 1962.[5]
- 1971 - Den første danske olie hentes op fra Nordsøen, hvor Dansk Undergrunds Consortium fra den chartrede olieboreplatform "Britannia" tidligere på året havde fundet olie.
- 1976 - Før første gang siden 1937 vinder det danske fodboldlandshold over Sverige på udebane, da holdet på Nya Ullevi vinder 2-1.
- 1983 - Rejsekongen Simon Spies, 61 år, gifter sig med den 20-årige Janni Brodersen ved et af de mest overdådige private bryllupper hidtil set i Skandinavien.
- 1985 - 53 tilskuere til en fodboldkamp mellem Bradford City og Lincoln City på Bradford stadion i England omkommer, da en tribune af træ bryder i brand, og branden med lynets hast breder sig.
- 1986 - Folketinget legaliserer den 15 år lange "besættelse" af Fristaden Christiania.
- 1992 - To fiskere fra øen Nikunai i Kiribati driver i land på Vestsamoa efter 177 døgn på havet som skibbrudne - historiens længste skibbrud.
- 1995 - Henry Stærke Hansen, en tidligere overstyrmand på Grenå-Anholt-færgen, kaprer færgen for at få ændret fyringen af ham. Efter ca. 5 timer overgav han sig til politiet efter en forhandling med formanden for fagforeningen FOA i Grenå.
- 1995 - Ved et fald på 490 meter med en elevator i Vaal Reef-guldminen i Sydafrika omkommer 105 mennesker. Det er historiens hidtil (pr. 2024) værste elevatorulykke.
- 1997 - IBM's supercomputer Deep Blue skriver skakhistorie, da den slår verdensmesteren Garri Kasparov.[6]
- 2003 - Jay Garner erstattes af L. Paul Bremer af Koalitionen af Villige Lande som Iraks civile administrator.
- 2010 - David Cameron tiltræder som Storbritanniens premierminister som leder af en regeringen bestående af konservative og Liberale, landets første koalitionsregering siden 2. verdenskrig.[7]

### Født
- 1720 - Baron von Münchhausen, tysk baron og historiefortæller (død 1797).
- 1740 - Henrich Callisen, dansk læge og kirurg (død 1824).
- 1783 - Peter Willemoes, dansk søofficer (død 1808).
- 1797 - Ernst Meyer, dansk maler (død 1861).
- 1807 - Carl Bagger, dansk forfater og digter (død 1846).
- 1811 - Chang og Eng Bunker, thailandske siamesiske tvillinger (død 1874).
- 1888 - Irving Berlin, amerikansk komponist (død 1989).
- 1892 - Margaret Rutherford, britisk skuespiller (død 1972).
- 1904 - Salvador Dali, spansk maler (død 1989).
- 1916 - Camilo Jose Cela, spansk forfatter og modtager af Nobelprisen i litteratur (død 2002).
- 1918 - Richard Feynman, amerikansk fysiker (død 1988).
- 1924 - Antony Hewish, engelsk radioastronomi (død 2021).
- 1928 - Nils Foss, dansk direktør og civilingeniør (død 2018).
- 1928 - T.N. Djurhuus, færøsk digter (død 1971).
- 1930 - Edsger Dijkstra, hollandsk datalog (død 2002).
- 1935 - Svend Heiselberg, dansk fiskeskipper og tidligere folketingsmedlem.
- 1957 - Søren Østergaard, dansk skuespiller.
- 1960 - Jesper Asholt, dansk skuespiller.
- 1976 - Helle Fagralid, dansk skuespillerinde.
- 1982 - Cory Monteith, canadisk skuespiller og musiker (død 2013).

### Dødsfald
- 1686 - Otto von Guericke, tysk fysiker (født 1602).
- 1778 - William Pitt den Ældre, engelsk premierminister (født 1708).
- 1849 - Otto Nicolai, tysk komponist (født 1810).
- 1891 - A. E. Becquerel, fransk fysiker (født 1820).
- 1903 - Vilhelm Kyhn, dansk maler (født 1819).
- 1916 - Max Reger, tysk komponist (født 1873).
- 1960 - John D. Rockefeller, amerikansk filantrop (født 1874).
- 1963 - Herbert Spencer Gasser, amerikansk fysiolog og modtager af Nobelprisen i medicin (født 1888).
- 1970 - Johnny Hodges, amerikansk jazzsaxofonist (født 1907).
- 1976 - Alvar Aalto, finsk arkitekt og designer (født 1898).
- 1981 - Bob Marley, jamaicansk reggaemusiker (født 1945) - cancer.
- 1982 - Sejr Volmer-Sørensen, dansk pianist, skuespiller og studievært (født 1914).
- 1988 - Kim Philby, engelskfødt spion (født 1912).
- 2001 - Douglas Adams, britisk forfatter (født 1952).
- 2006 - Floyd Patterson, amerikansk sværvægtsbokser (født 1935).
- 2007 - Palle Aarslev, dansk radiovært og musikproducer (født 1942).
- 2008 - Ole Fritsen, dansk professionel fodboldspiller og -træner (født 1941).
- 2010 - Doris Eaton Travis, amerikansk skuespillerinde og danserinde (født 1904).